# Götter, Gräber und Gelehrte

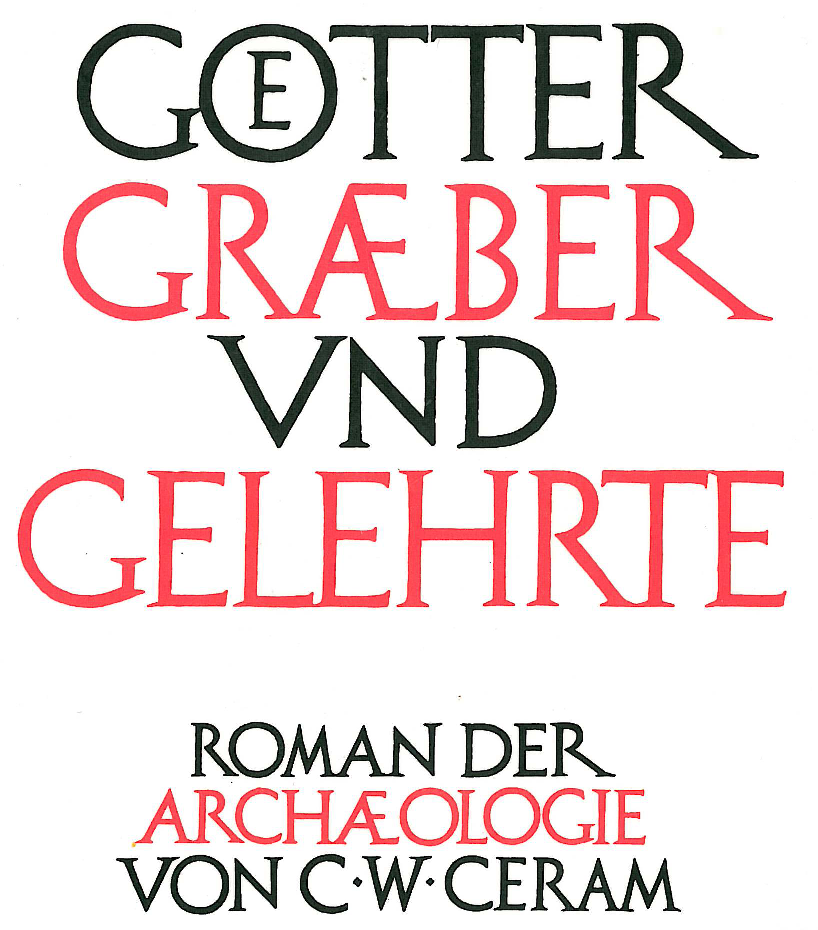
Titel

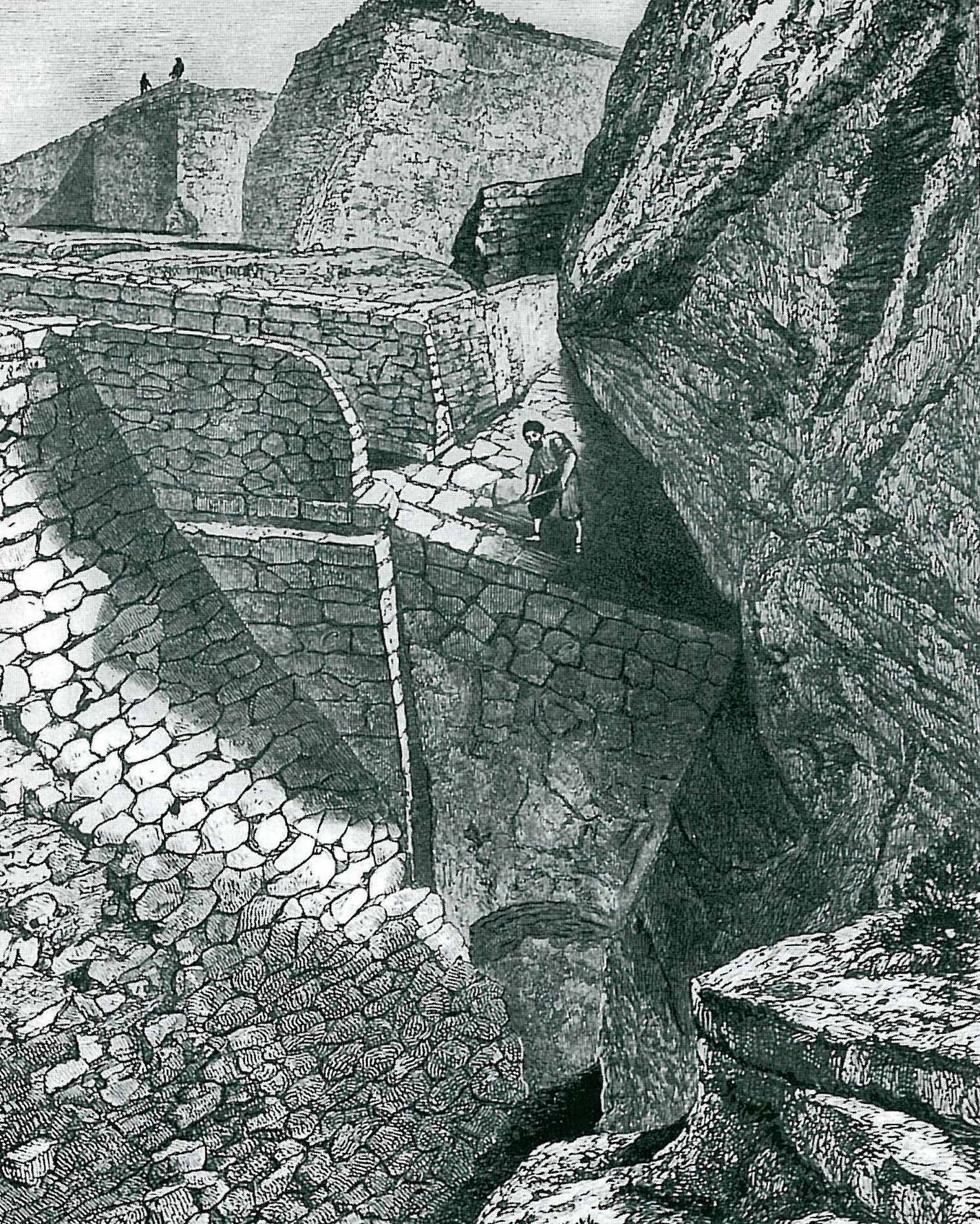
Heinrich Schliemanns Ausgrabungen in Troja

Götter, Gräber und Gelehrte ist ein Sachbuch zum Thema Archäologie, das der deutsche Journalist Kurt Wilhelm Marek im Jahr 1949 unter dem Pseudonym C. W. Ceram veröffentlichte.
Marek sieht sein Buch als ein Loblied auf den Scharfsinn und die Unermüdlichkeit der Archäologen. Nach eigenen Aussagen wurde sein „Tatsachenroman“ allein aus Fakten zusammengefügt, zu denen er nicht das kleinste Ornament hinzugefügt habe.
Der Untertitel Roman der Archäologie weist auf Mareks Hauptanliegen hin, ein unterhaltsames Buch über die Geschichte der Archäologie zu schreiben. Im letzten Kapitel schreibt Marek, warum er diesen Untertitel gewählt hat:
„Unser Buch nennt sich ‚Roman der Archäologie‘. Um diesem Titel gerecht zu werden, haben wir mit Bedacht die Kulturen ausgewählt, an deren Erforschung die Archäologie wirklich zum romantischen Abenteuer wurde.“
In dem Buch berichtet Marek von den größten Erfolgen der Archäologie in den zurückliegenden 200 Jahren, die er seinen Lesern in Form eines Tatsachenromans nahebringt.
Marek erzählt von Heinrich Schliemanns Entdeckung der Stadt Troja, Robert Koldeweys Forschungen im alten Babylon und Flinders Petries Ausgrabungen in Ägypten.

## Inhalt
In das Frontispiz stellt Marek ein Zitat von Goethe:

„Es gibt keine patriotische Kunst und keine patriotische Wissenschaft. Beide gehören, wie alles hohe Gute, der ganzen Welt an, und können nur durch allgemeine freie Wechselwirkung aller zugleich Lebenden, in steter Rücksicht auf das, was uns vom Vergangenen übrig und bekannt ist, gefördert werden.“

Diesem Goethe-Zitat schließt er ein Zitat des spanischen Philosophen José Ortega y Gasset an:

„Wer seine Zeit recht sehen will, soll sie von ferne betrachten. Wie fern? Sehr einfach, genau so weit, daß er die Nase der Cleopatra nicht mehr erkennt.“

### Wovon die Rede ist
In diesem einleitenden Kapitel erklärt Marek seinen Lesern, was der Inhalt seines Buchs ist, und rät ihnen, „nicht auf der ersten Seite zu beginnen“:

„Ich empfehle, auf Seite 93 anzufangen und das Kapitel über Ägypten, das «Buch der Pyramiden», zuerst zu lesen. Dann habe ich die Hoffnung, daß auch der mißtrauischste Leser unserem Thema wohlwollender gegenübertritt und sich entschließt, gewisse Voreingenommenheiten übers Bücherbord zu werfen. Nach solcher Einführung allerdings bitte ich den Leser, in seinem eigenen Interesse zurückzublättern und mit Seite 18 zu beginnen. Danach nämlich bedarf er zum besseren Verständnis auch der erregendsten Geschehnisse einer planmäßigen Führung.“

Weiter erklärt er, dass dieses Buch ohne wissenschaftliche Ambitionen geschrieben wurde, und dass er versuche, die Archäologie in „ihrer dramatischen Verknüpfung“ sichtbar zu machen. Deshalb scheue er auch keine Abschweifung, die Wissenschaftler als „unwissenschaftlich“ bezeichnen müssten.

### Das Buch der Statuen

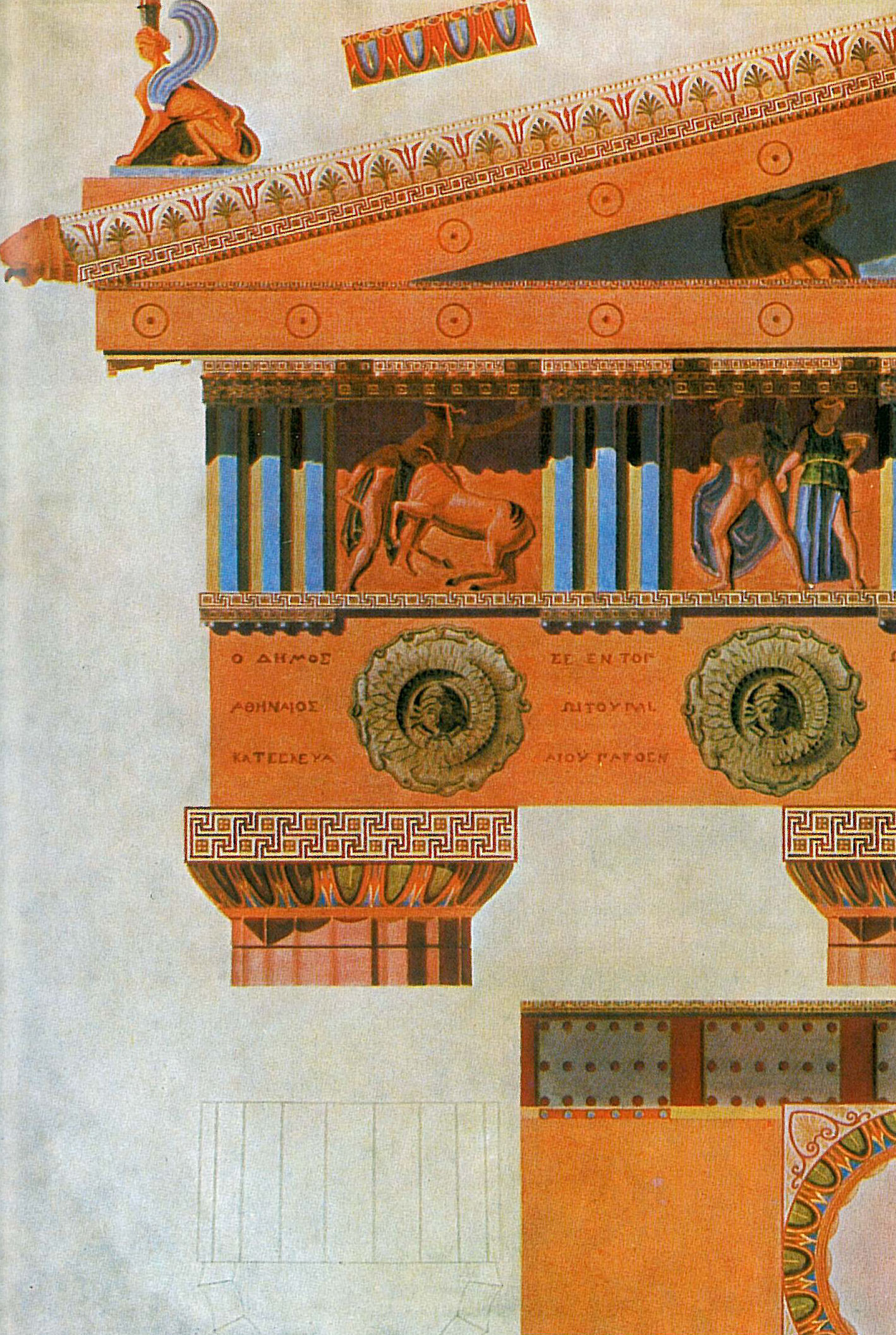
Die Antike war farbenfroh: Parthenon-Rekonstruktion von Gottfried Semper

Das Buch der Statuen beschreibt die Anfänge der so genannten „Spatenforschung“ in den Ruinen von Pompeji und Herculaneum, von Winckelmanns Begründung der Archäologie als Wissenschaft und von Schliemanns Glaube an Homer. Außerdem erzählt Marek, wie Arthur Evans das Labyrinth des Minotaurus findet.
Vorspiel auf klassischem Boden
„Vorspiel auf klassischem Boden“  erzählt, wie der erste Schacht in Herculaneum entdeckt wurde, und vom Werdegang Pompejis.
Winckelmann oder Die Geburt einer Wissenschaft
„Winckelmann oder Die Geburt einer Wissenschaft“ beschreibt die Schwierigkeiten, denen sich die ersten Ausgräber gegenübersahen, und erzählt von Winckelmanns Fehlern, die uns ein falsches Bild der Antike vermittelten.
Fährtensucher der Geschichte
Hier fragt Marek, woher wir eigentlich Bescheid wissen, und gibt Beispiele, wie die Sammlerleidenschaft zu Versteinerungen als Heimarbeit führten. Außerdem zeigt er auf, wie sich Gelehrte immer wieder in die Irre führen ließen.
Das Märchen vom armen Jungen, der einen Schatz fand
Heinrich Schliemann, der – im Gegensatz zu den Gelehrten – Homer wörtlich nahm, entdeckte Troja und den sogenannten „Schatz des Priamos“.
Die Maske des Agamemnon
Schliemann entdeckt das Löwentor von Mykene und setzt sich energisch für seine Arbeiter ein.
Schliemann und die Wissenschaft
Hier führt Marek Schliemanns Fehler auf und gibt das Schicksal des Schatzes von Troja wieder.
Mykenä, Tiryns und die Insel der Rätsel
Nach dem Tod Schliemanns sucht der Brite Evans eine alte Schrift und findet das Labyrinth des Minotauros.

### Das Buch der Pyramiden
Das Buch der Pyramiden erzählt von Napoleons Feldzug nach Ägypten, der daraus resultierenden Entzifferung des Steins von Rosette  durch Champollion und gibt die Geschichte wieder, wie Howard Carter 1922 das Grab von Tut-anch-Amun entdeckte.
Durch die „gelehrten Zivilisten“ wird Napoleons Niederlage in Ägypten zum Sieg. Denon zeichnet das alte Ägypten, und Champollion löst mit Hilfe des Dreisprachensteins das Rätsel der Hieroglyphen.
Marek erzählt hier den Lebensweg Champollions und dessen Entzifferung mit Hilfe der Königsnamen Ptolemäus und Kleopatra.

### Das Buch der Türme
Das Buch der Türme befasst sich mit der Geschichte Mesopotamiens, der Entdeckung Ninives durch Botta, der Entzifferung der Keilschrift durch den Göttinger Hilfslehrer Georg Friedrich Grotefend und der zweiten Entzifferung der Keilschrift anhand der Inschrift von Behistun.

### Das Buch der Treppen
Das Buch der Treppen erzählt die Geschichte der mittel- und südamerikanischen Reiche und ihrer Entdeckung durch den Abenteurer Hernando Cortez, der es auf den Schatz Montezumas abgesehen hatte. Unter anderem erzählt Marek auch, wie Jahrhunderte später ein für die Entzifferung der Maya-Glyphen wichtiges Manuskript von Diego de Landa gefunden wurde.

### Bücher, die noch nicht geschrieben werden können
In einem zusätzlichen Kapitel führt Marek eine Anzahl von Kulturen auf, die den in diesem Buch beschriebenen Kulturen kaum nachstehen, aber noch zu beschreiben wären. Er stützt sich dabei auf eine Auflistung Arnold J. Toynbees und nennt folgende Kulturen:
- die westliche
- die byzantinisch-orthodoxe
- die russisch-orthodoxe
- die persische
- die japanisch-koreanische
- die von Minos
- die sumerische
- die hethitische
- die arabische
- die der Hindus
- die des Fernen Ostens
- die der Hellenen
- die der Syrer
- die der Inder
- die chinesische
- die babylonische
- die ägyptische
- die der Anden
- die Mexikos
- die Yucatáns
- die der Mayas

Diese Liste ließe sich sogar noch fortsetzen, schreibt Marek, wenn man Kulturen wie Atlantis und Kulturen Schwarzafrikas mit berücksichtigen würde.

## Hintergrund
Kurt W. Marek war während des Zweiten Weltkrieges Kriegsberichterstatter. Bei der Veröffentlichung dieses Buchs ließ er seinen Namen vom Verlag mit C statt K verfremden und rückwärts schreiben (C. W. Ceram), um die Erinnerung an seinen im Geist der NS-Zeit geschriebenen Durchhalteroman Wir hielten Narvik zu vermeiden.
Vorbild für Götter, Gräber und Gelehrte war die Geschichte der Bakteriologie, wie sie der US-amerikanische Arzt Paul de Kruif in seinem Buch Mikrobenjäger (englisch: Microbe Hunters) 1927 erzählte und damit aufzeigte, dass sich auch komplizierte Zusammenhänge verständlich darstellen lassen, wenn die Wege beschrieben werden, die zu ihrer Aufdeckung führten.

## Wirkung
Das Buch wurde weltweit ein Bestseller. Schon am 23. Februar 1950 gab der Rowohlt-Verlag bekannt, innerhalb von fünf Wochen rund 12.000 Exemplare zum Preis von 12,00 DM (nach heutiger Kaufkraft etwa 38 Euro) verkauft zu haben. Das Buch wurde zudem in 30 Sprachen übersetzt und ca. fünf Millionen Mal verkauft. Durch seine leicht verständliche Vermittlung von Methoden und neueren Erkenntnissen hat es dem Thema Archäologie zu erheblicher Popularität verholfen.
Mit seiner Verbindung von Text und Bild wurde das Buch zum Vorbild für die Gestaltung späterer populärwissenschaftlicher Sachbücher. Selbst der Titel in seiner stabreimenden Form wurde oft nachgeahmt. Das Cover wurde vom deutschen Einbandkünstler Werner Rebhuhn gestaltet.
Das Buch wird in der Literaturwissenschaft oftmals als „erstes Sachbuch“ eingeordnet. Es diente zudem als Grundlage des Drehbuchs für den 1954 produzierten Spielfilm Das Tal der Könige (Valley of the Kings) von Robert Pirosh mit Robert Taylor, Eleanor Parker und Carlos Thompson in den Hauptrollen.
Den Grafiker und Satiriker Hans Traxler inspirierte das Buch zu seiner „märchenarchäologischen“ Parodie Die Wahrheit über Hänsel und Gretel, die zunächst von zahlreichen Medien und in der Öffentlichkeit nicht als Parodie erkannt wurde und die darstellt, wie der Lehrer Georg Ossegg angeblich das Hexenhaus von Hänsel und Gretel archäologisch erforscht.
In Erinnerung an die Wirkung des Buches wurde der unregelmäßig vergebene Ceram-Preis gestiftet.

## Hörspielfassung
Bereits 1950 produzierte der NWDR Hamburg eine vierteilige Hörspielfassung, ebenfalls unter dem Titel Götter, Gräber und Gelehrte.
Mitwirkende in allen Teilen: Bearbeitung (Wort): Henri Regnier; Komposition: Siegfried Franz; Regie: Gustav Burmester; Erzähler: Franz Schafheitlin
- 1. Teil: Der Faden der Ariadne – Erstsendung: 4. Mai 1950 | 77'25 Minuten

Sprecher u. a.:
- - Heinz Klingenberg: Winckelmann
  - Joseph Offenbach: Pater Piaggi
  - Carl Voscherau: Pastor Schliemann
  - Hardy Krüger: Der junge Schliemann
  - Hermann Schomberg: Heinrich Schliemann
  - Ruth Leuwerik: Sophia Schliemann
  - Hans Zesch-Ballot: Mister Calvert
  - Josef Dahmen: Dr. Dörpfeld
  - Erich Schellow: Sprecher der Ilias und der Odyssee
  - Ernst Leudesdorff: Jupiter

- 2. Teil: Die goldene Mauer – Erstsendung: 25. Mai 1950 | 70'45 Minuten

Sprecher u. a.:
- - Hans Zesch-Ballot: Napoleon
  - Albert Lippert: Dominique Vivant Denon
  - Helmuth Gmelin: De Sacy/Da'ud Pascha
  - Hans Quest: Jean-Francois Champollion
  - Walter Klam: Joseph Champollion
  - Hermann Lenschau: Petrie
  - Heinz Klevenow: Professor Maspéro
  - Hans Paetsch: Lord Carnarvon
  - Gerd Martienzen: Howard Carter

- 3. Teil: Die hängenden Gärten der Semiramis – Erstsendung: 20. Juli 1950 | 67'30 Minuten

Sprecher u. a.:
- - Erwin Linder: onsieur Paul Emile Botta
  - Werner Dahms: Grotefend
  - Heinz Klingenberg: Henry Layard
  - Hans Anklam: Awad
  - Helmut Peine: Pascha in Mossul
  - Erich Schellow: Sprecher des Gilgamesch-Epos
  - Eduard Marks: Sprecher des Bibeltextes
  - Peter Mosbacher: Robert Koldewey

- 4. Teil: Die verlassenen Städte – Erstsendung: 21. September 1950 | 58'40 Minuten

Sprecher u. a.:
- - Heinz Klevenow: Hernando Cortez
  - Gerhard Bünte: Padre Olmendo
  - Hans Anklam: Kaiser Montezuma II
  - Josef Dahmen: Bertal Diaz
  - Heinz Klingenberg: Frederick Catherwood
  - Hermann Lenschau: John Stephens
  - Wilhelm Kürten: William Hickling Prescott
  - Helmut Peine: Brasseur de Bourbourg
  - Wolf Martini: Edward Herbert Thompson

## Ausgaben
- C. W. Ceram: Götter, Gräber und Gelehrte. Roman der Archäologie. Überarbeitete Neuauflage, Rowohlt, Reinbek bei Hamburg 2008 (Erstausgabe 1949), ISBN 978-3-498-00935-9 (Bearbeitet und aktualisiert von Michael Siebler, illustriert von Hannelore Marek).
- C. W. Ceram: Götter, Gräber und Gelehrte. Roman der Archäologie. Ungekürzte Lesung mit Hintergrundinfos und Karten im Begleitheft, gesprochen von Frank Arnold. 12 CDs. Audiobuch, Freiburg im Breisgau 2008, ISBN 978-3-89964-322-0.

Zu beachten ist, dass neuere Ausgaben deutlich gekürzt sind gegenüber älteren Auflagen.

## Kritik
- „C. W. Cerams Weltbestseller Götter, Gräber und Gelehrte erfüllte wenige Jahre nach dem Zweiten Weltkrieg in hundertfacher Auflage die Hoffnungen der Deutschen auf unbesiegte religiöse Restbestände.“ Michael Naumann, 2001[3]